# 금광로
금광로(Geumgwang-ro)는 충청남도 이인면 이인삼거리 에서 충청남도 이인면 복룡삼거리 를 잇는 도로이다.

## 주요 경유지
충청남도
- 공주시 (이인면)

## 노선
| 이름        | 접속 노선                   | 소재지 | 소재지 | 비고 |
| ----------- | --------------------------- | ------ | ------ | ---- |
| 이인삼거리  | 검바위로                    | 공주시 | 이인면 |      |
| 이인교      |                             | 공주시 | 이인면 |      |
| 이인 교차로 | 국도 제40호선 (백제문화로)  | 공주시 | 이인면 |      |
| 구수리고개  |                             | 공주시 | 이인면 |      |
| 복룡삼거리  | 지방도 제643호선 (구부내로) | 공주시 | 이인면 |      |